# Jacob Joseph Winterl

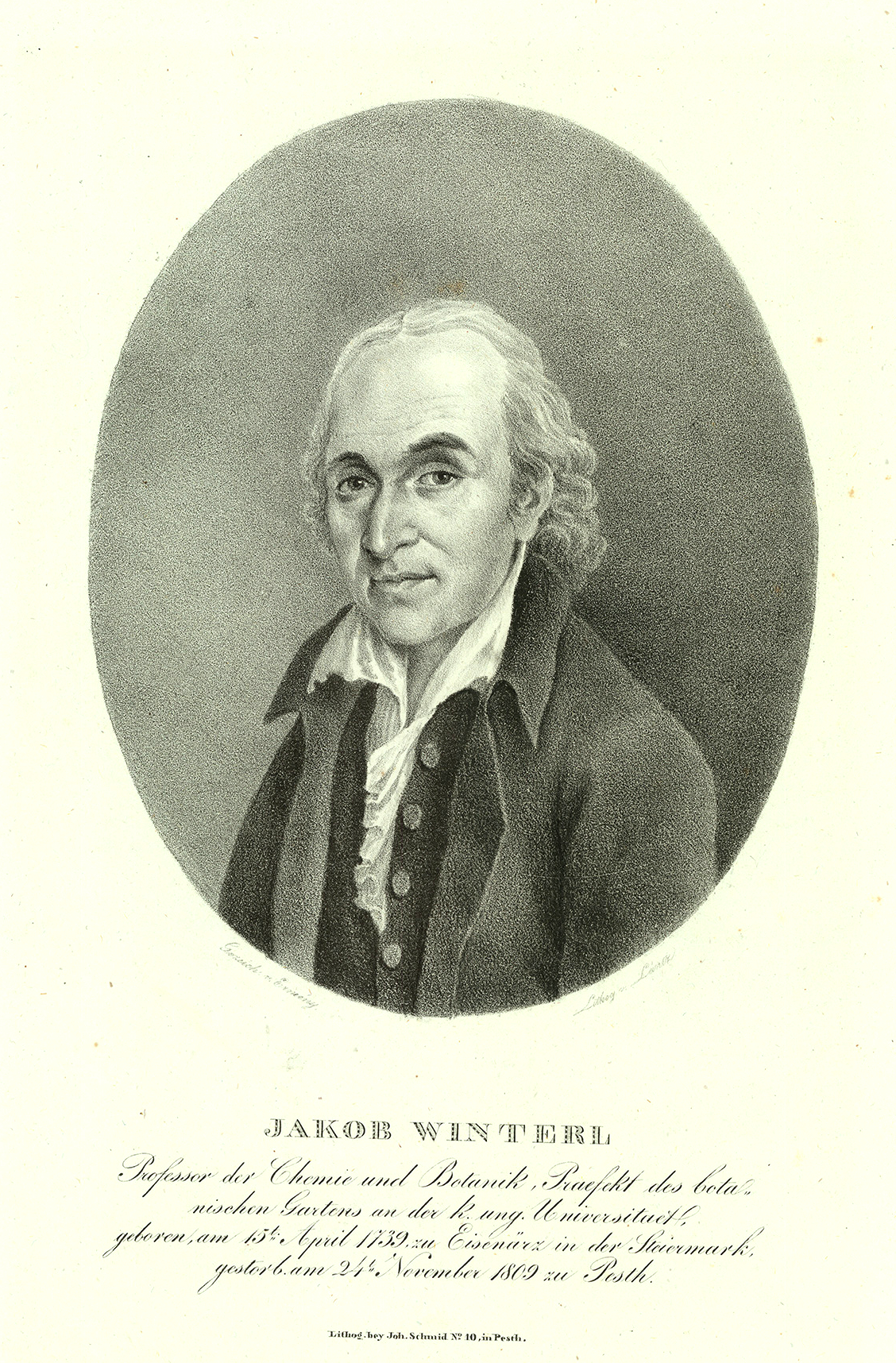
Jacob Joseph Winterl

Jacob Joseph Winterl (* 15. April 1732 in Eisenerz (Steiermark), Habsburgermonarchie; † 23. November 1809 in Pest) war ein österreichischer Arzt, Botaniker, Pharmazeut und Chemiker des 18. Jahrhunderts. Sein offizielles botanisches Autorenkürzel lautet „Winterl“.
Winterl studierte Medizin, Botanik und Chemie an der Universität Wien und wurde 1767 in Medizin promoviert mit einer Dissertation über eine neue Theorie der Entzündungen. In seiner Studienzeit befreundete er sich mit Heinrich Johann Nepomuk von Crantz und betrieb mit ihm besonders botanische Studien. Nach dem Studium war er niedergelassener Arzt in Oberösterreich und im Banater Bergland. Auf Empfehlung von Gerard van Swieten wurde er 1771 Professor an der gerade 1769 gegründeten Medizinischen Fakultät der Universität von Trnava (ungarisch Nagyszombat, deutsch Tyrnau). Dort unterrichtete er Chemie und Botanik, während sein Professoren-Kollege Adam Ignac Prandt Arzneimittelkunde und Biologie lehrte. Beide waren für die Apotheker-Ausbildung zuständig. Sein Wirken war zunächst durch das Fehlen eines Botanischen Gartens (was in seiner Zeit in Tyrnau auch so blieb) und eines chemischen Labors behindert. Die Vorlesungen von ihm sind mit anderen Manuskripten (z. B. einem Pharmazie-Kompendium) teilweise erhalten. In der Botanik benutzte er das System von Carl von Linné. In der Chemie war er Anhänger der Phlogiston-Theorie.
In der Lehre war er in Tyrnau offiziell an die Werke von Joseph Franz von Jacquin und Torbern Olof Bergman gebunden, er verwendete aber auch Christlieb Ehregott Gellert in der Metallurgie, die Elementa chemiae von Herman Boerhaave, Werke von Jacob Reinbold Spielmann und Philipp Ambros Marherr (1738–1771).
Als die Universität von Tyrnau nach Pest übersiedelte, wechselte Winterl auch dorthin und hatte außerdem die Oberaufsicht über den Botanischen Garten im nahen Ofen (Buda), den er trotz unzulänglicher öffentlicher Mittel ausbaute und zu Ansehen verhalf. 1785 und 1788 veröffentlichte er Kataloge der dort wachsenden Pflanzen und weitere folgten, der Katalog von 1802 enthielt über 3400 Arten.
Verschiedene Werke wurden ihm bisweilen fälschlich zugeschrieben, so ein Werk über Herpetologie von Josephus Nicolaus Laurenti und über Chemie (De metallis dubiis) mit der ersten Erwähnung der Herstellung von reinem Mangan von Ignatius Gottfried Kaim.
Er veröffentlichte in der Chemie unter anderem über Blutlaugensalz (ein Farbstoff) und die Thermalwasser von Buda und allgemein die Thermal- und Mineralwasser in Ungarn. In der Botanik befasste er sich mit der Flora Ungarns und Obstveredelung.
1800 wurde er zum korrespondierenden Mitglied der Göttinger Akademie der Wissenschaften gewählt. 1808 wurde er als auswärtiges Mitglied in die Bayerische Akademie der Wissenschaften aufgenommen.